# Rocío Román Figueroa
Rocío Román Figueroa (Tingambato, Michoacán) es directora de banda sinfónica y clarinetista. Es reconocida como la primera mujer indígena de Michoacán en graduarse de una carrera musical a nivel licenciatura. Participó en el Congreso Iberoamericano de Mujeres, Música y Orquesta; así como en el Primer Coloquio de Músicas e Infancias de Alas y raíces en México.

## Trayectoria
Comenzó sus estudios a la edad de 14 años, su primer profesor fue su padre Eligio Román Villegas, quien fue músico e integrante de la banda sinfónica Flor de chirimoyo. 
Continuó sus estudios musicales con el profesor Eliseo Cortés Hernández, cuando el profesor tenía aproximadamente 80 años del cual heredó la tradición musical de la región. Profesionalizó sus estudios de música en el centro de capacitación musical de Michoacán, en el programa de técnico instrumentista e instructor básico en música.
Es egresada de la licenciatura en música del Conservatorio de Las Rosas en Morelia, Michoacán, siendo la primera mujer indígena michoacana que ha recibido esa titulación.
Como parte del aporte social y cultural a la comunidad indígena michoacana se desempeña como directora de la banda sinfónica comunitaria K´eri Tinganio (grandeza de Tingambato, en purépecha) con más de 90 elementos en la comunidad que tiene como objetivo primordial fomentar los valores sociales y contribuir a la reconstrucción del tejido social en México. En donde abordan el repertorio tradicional, así como de compositores purépechas, y académico.